# Bernhard Weßels
Bernhard Weßels (* 5. Oktober 1955 in Bremen) ist ein deutscher Politologe.

## Leben
Er studierte von 1976 bis 1982 Soziologie, Volkswirtschaftslehre, Statistik und Politikwissenschaft an der FU Berlin. Nach der Promotion 1989 zum Dr. phil. an der FU Berlin und der Venia legendi 2000 für Politikwissenschaft an der FU Berlin ist er seit 2013 Professor an der Humboldt-Universität zu Berlin am Institut für Sozialwissenschaften.